# Zinasco
Zinasco là một đô thị ở tỉnh Pavia trong vùng Lombardia, có cự ly khoảng 40 km về phía nam của Milan và khoảng 10 km về phía tây nam của Pavia ở Lomellina.
Zinasco giáp các đô thị: Bastida Pancarana, Carbonara al Ticino, Cava Manara, Cervesina, Corana, Dorno, Gropello Cairoli, Mezzana Rabattone, Pancarana, Pieve Albignola, Sommo, Villanova d'Ardenghi.